# 나츠메 (기업)
주식회사 나츠메(Natsume Inc.)는 미국의 비디오 게임 배급사이다. 본래 1988년 일본 기업 나츠메 (현 나츠메 아타리)의 미국 지사로서 설립됐으나 1995년 별개의 기업으로 독립해 현재까지 이어지고 있다. 대표작으로 《하베스트 문》이 있다.
2013년 일본에 지사로 나츠메 재팬(Natsume Inc. Japan)을 설립해 운영하고 있다. 마찬가지로 일본 게임 개발사 나츠메 아타리와 관련없는 별도의 회사이다.

## 발매 게임
- 《와일드 건즈 리로디드》
- 《기기괴계 어드밴스》

## 같이 보기
- 나츠메 아타리